# Benjamin Carré
 (janvier 2019).
Si vous disposez d'ouvrages ou d'articles de référence ou si vous connaissez des sites web de qualité traitant du thème abordé ici, merci de compléter l'article en donnant les références utiles à sa vérifiabilité et en les liant à la section « Notes et références ».
Benjamin Carré, né en 1973 en France, est un illustrateur, concept artiste et auteur de bande dessinée français. 

## Biographie
Diplômé de l’E.S.A.G., Benjamin Carré est un artiste numérique qui exerce dans de nombreux domaines. Il a réalisé des illustrations de couvertures de romans (SF, Fantasy) ou de comics (Star Wars, Mass Effect, Lantern City, Blade Runner). Il est aussi auteur de bandes dessinées (Smoke City et Vampires). En parallèle Benjamin exerce une activité de concept artiste pour les jeux vidéo (Alone in The Dark 4, Cold Fear, I am Alive, Star Wars journey, Heroes of Might and Magic, Rage of Bahamut) ou le cinéma (Transformers : L'Âge de l'extinction, La Traque, Walled In). Enfin, il a participé à quelques jeux de rôle ou jeux de plateaux (Nephilim,  Retrofutur, Libertalia, Time Stories, Divinare) ainsi que le projet de réédition des musiques d'Ulysse 31 (projet de David Colin) conjointement avec l'illustrateur Jérôme Alquié.

## Œuvres

### Albums
- Benjamin Carré a participé au collectif Vampires édité chez Carabas.
- Smoke City, avec Mathieu Mariolle, Delcourt, paru en mars 2007.
- Out There: Codex (dessin et couleurs), scénario de FibreTigre et Michaël Peiffert, 2019, Delcourt hors collection  (ISBN 978-2-413-00229-1)

## Anecdotes
Benjamin Carré a illustré la couverture de Chrono-minets d'Isaac Asimov, alors lauréat du Grand Prix de l'imaginaire en 2002, pour les Éditions Denoël.
Il a aussi illustré les couvertures de Rétrofutur (Multisim), de la série Dirk Gently de Douglas Adams chez Folio et du Travail du Furet d'Andrevon chez Folio.
On lui doit en outre la couverture de Colorado Kid, roman de Stephen King publié en France aux éditions J'ai lu ainsi que celles de la série de bandes dessinées Métropolis (Serge Lehman au scénario, Stéphane De Caneva au dessin et Dimitris Martinos à la couleur) publiée par les éditions Delcourt en janvier et septembre 2014.
Il illustre aussi les couvertures des trois tomes d'Eden City de N.M Zimmermann publié en France en 2007 dans l'édition Milan
Benjamin a été l'un des invités de la convention Générations Star Wars et Science Fiction en 2011.
Il est le fils de Gérard Carré.